# Temporada 1856-1857 del Liceu
La temporada 1856-1857 del Liceu va comptar amb els següents artistes de la companyia lírica italiana:
- Sopranos primeres: Caterina Goldberg Strossi, Tilli
- Sopranos segones Pinelli, Caterina Mas i Porcell
- Contraltos: Constance Nantier-Didiée
- Primer tenor: Antonio Agresti
- Segon tenor: Sacchero
- Baríton: Domenico Mattioli
- Baix primer: Agustí Rodas
- Baix segon: Josep Obiols
- Caricato: Benedetto Mazzetti.[1]

| Temporada 1856-1857 del Liceu |                   |                  |                   | |           |                                                           |
| Òpera                         | Compositor        | Director musical | Director d'escena | Papers principals | Producció | Dates                                                     |
| I vespri siciliani            | Giuseppe Verdi    |                  |                   | |           | 4 d'octubre                                               |
| Rigoletto                     | Giuseppe Verdi    | Marià Obiols     |                   | Antonio Agresti, Domenico Mattioli, Caterina Goldberg-Strozzi, Agustí Rodas, Caterina Mas-Porcell, Josefina Vidal, Josep Obiols                                                             |           | 18, 19 gener 1857                                         |
| I due Foscari                 | Giuseppe Verdi    |                  |                   | |           |                                                           |
| Il trovatore                  | Giuseppe Verdi    | Marià Obiols     |                   | Domenico Mattioli, Caterina Goldberg-Strossi, Constance Nantier-Didiée, Antonio Agresti, Agustí Rodas, Joana Fossa, Manuel Arcas, Josep Obiols                                              |           | 31 desembre 1856; 1, 6, 21 gener; 2, 8, 20 febrer, 8 març |
| La favorita                   | Gaetano Donizetti | Marià Obiols     |                   | Constance Nantier-Didiée, Antonio Agresti, Domenico Mattioli, Agustí Rodas, Luigi Bottagisi, Caterina Mas-Porcell, Josep Obiols                                                             |           | 30 gener; 1, 6, 25 febrer; 5 març                         |
| Guglielmo Tell                | Gioachino Rossini | Marià Obiols     |                   | Domenico Mattioli, Caterina Mas-Porcell, Margherita Pinelli-Sacchèro, Antonio Agresti, Josep Obiols, Benedetto Mazzetti, Virginia Tilli, Luigi Bottagisi, Manuel Arcas, Melchiore Sacchèro, |           | 14 de març                                                |
| I puritani                    | Vincenzo Bellini  | Marià Obiols     |                   | Josep Obiols, Agustí Rodas, Antonio Agresti, Domenico Mattioli, Luigi Bottagisi, Caterina Mas-Porcell, Caterina Goldberg-Strossi                                                            |           | 9, 10, 26 maig 1857                                       |
| Gualtiero di Monsonís         | Nicolau Manent    | Marià Obiols     |                   | Caterina Goldberg-Strossi, Agustí Rodas, Antonio Agresti, Josep Obiols, Joana Fossa |           | 23 de maig                                                |
| Il barbiere di Siviglia       | Gioachino Rossini | Marià Obiols     |                   | Antonio Agresti, Benedetto Mazzetti, Constance Nantier-Didiée, Domenico Mattioli, Agustí Rodas, Francesc Sánchez, Caterina Mas-Porcell, Manuel Arcas                                        |           |                                                           |